# Controvérsia sobre o uso da Catedral de Manchester em Resistance: Fall of Man

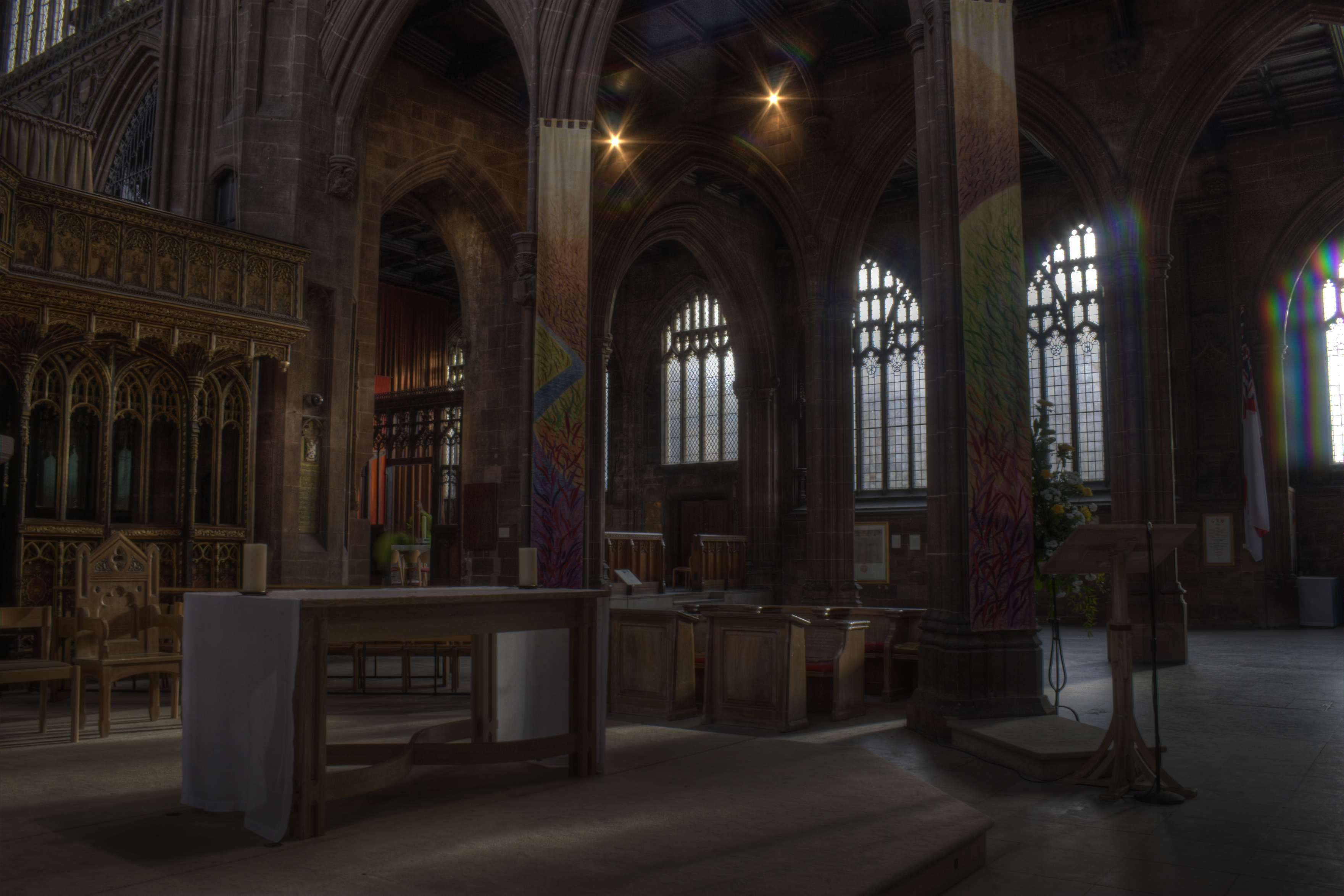
Captura de tela de Resistance: Fall of Man à referência da Catedral de Manchester.

O jogo eletrônico Resistance: Fall of Man, lançado em 2006 sob desenvolvimento da Insomniac Games e divulgação da Sony Computer Entertainment, apresenta diversas cenas de combate, as quais ocorrem na Catedral de Manchester. Tal fato causou controvérsia e revolta com os líderes da Igreja Anglicana, a qual reivindicou sua representação e venda justificando a violação de direitos autorais e ainda pediu a Sony para que desse uma explicação e desculpas.
A empresa japonesa, logo, respondeu às acusações e afirmou que o jogo não foi baseado em fatos reais e acreditavam que não precisavam de permissão para publicá-lo. Mais tarde, confirmou que Fall of Man é comparado à série de televisão Doctor Who. Esses acontecimentos aumentaram consideravelmente a venda deste, que, logo, foi selecionado como finalista da BAFTA British Academy Video Game Awards. Um ano depois, a pró-reitoria de Manchester criticou a indicação e o jogo eletrônico Football Manager 2007 venceu o prêmio.